# Spanky Wilson

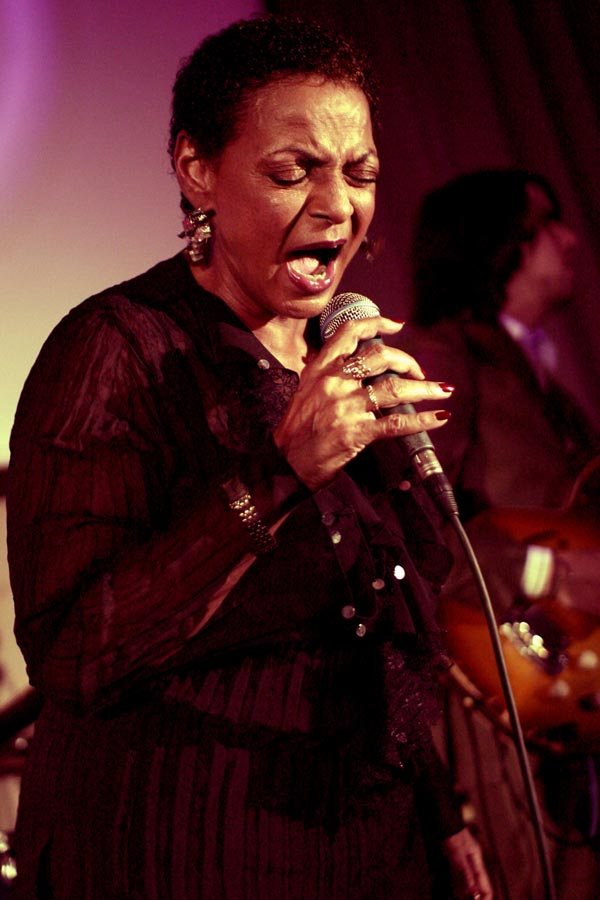
Spanky Wilson

Spanky Wilson (Philadelphia) is een Amerikaanse soul-, funk- en jazzzangeres.
Wilson (haar bijnaam 'Spanky' kreeg ze vanwege de pakken slaag die ze als kind wel van haar vader kreeg) is actief sinds het einde van de jaren zestig. Ze werkte samen met onder andere Jimmy McGriff (waarmee ze toerde), Brother Jack McDuff, Nat Adderley, Willie Lobo, Lalo Schifrin, Jimmy Smith en het Duke Ellington Orchestra. Ook zong ze met  Marvin Gaye en Sammy Davis.
In 2006 nam ze een album op met The Quantic Soul Orchestra van muzikant en diskjockey Will Holland, nadat ze eerder aan enkele opnames van dit orkest had meegewerkt. Verder zong ze op een album van Frank Fitzpatrick.
Wilson heeft opgetreden in verschillende tv-shows, waaronder die van Johnny Carson.

## Discografie (selectie)
- Spankin' Brand New, Mothers Records & The Snarf Company, 1969
- Doin' It, Mothers Records & The Snarf Company, 1969
- Let It Be, Mothers Records & The Snarf Company, 1970
- Specialty of the House, 20th Century Records, 1975
- Things Are Getting Better, Jazz Aux Remparts, 1999
- I'm Thankful, Tru Thoughts, 2006

- MusicBrainz: c37fc640-a046-47ad-8e78-22804c18ba76
- Nationale Bibliotheek van Tsjechië: xx0198168
- Virtual International Authority File: 241144782718640206107